# 91-й истребительный авиационный полк
91-й истребительный авиационный Дембицкий ордена Богдана Хмельницкого полк (91-й иап) — воинская часть Военно-воздушных сил (ВВС) Вооружённых Сил РККА, принимавшая участие в боевых действиях Великой Отечественной войны.

## Наименования полка
За весь период своего существования полк несколько раз менял своё наименование:
- 91-й истребительный авиационный полк;
- 91-й истребительный авиационный Дембицкий полк;
- 91-й истребительный авиационный Дембицкий ордена Богдана Хмельницкого полк;
- Полевая почта 53863.

## Создание полка
91-й истребительный авиационный полк формировался в период с 03 марта по 13 апреля 1940 года в Киевском Особом военном округе на аэродроме Судилков Каменец-Подольской области на основе кадров 28-го и 17-го иап, 5-й и 8-й истребительных эскадрилий и 3-го шап по штату 15/928-В для управления и по штату 15/906-Д для 4-х эскадрилий. Получил на вооружение 63 самолёта И-153 с моторами М-63.

## Расформирование полка
91-й истребительный авиационный Дембицкий ордена Богдана Хмельницкого полк расформирован в марте 1947 года в 6-й гвардейской истребительной авиационной дивизии 5-й воздушной армии

## В действующей армии
В составе действующей армии:
- с 22 июня 1941 года по 30 июля 1941 года,
- с 12 октября 1941 года по 1 апреля 1942 года,
- с 18 июня 1942 года по 29 октября 1942 года,
- с 10 июля 1943 года по 11 мая 1945 года.

## Командиры полка
| Звание              | Имя                            | Период                  | Примечание                                  |
| ------------------- | ------------------------------ | ----------------------- | ------------------------------------------- |
| майор, Подполковник | Петровец Александр Кузьмич     | 19.11.1940 — 07.07.1942 | не вернулся с боевого задания 07.07.1942 г. |
| майор               | Цветков Григорий Александрович | 30.07.1942 — 08.1943    |                                             |
| майор               | Романенко Александр Сергеевич  | 08.1943 — 06.11.1943    | погиб                                       |
| майор               | Баяндин Георгий Михайлович     | 08.12.1943 — 24.02.1944 |                                             |
| подполковник        | Ковалёв Алексей Родионович     | 29.03.1944 — 24.10.1945 |                                             |

## В составе соединений и объединений
| Период        | Фронт (округ)                                   | армия               | корпус                                | дивизия                                            | примечание |
| ------------- | ----------------------------------------------- | ------------------- | ------------------------------------- | -------------------------------------------------- | --- |
| 03.03.1940 г. | Киевский особый военный округ                   | ВВС округа          |                                       | 56-я истребительная авиационная бригада            | И-153 |
| 28.06.1940 г. | Южный фронт                                     | 12-я армия          | ВВС 12-й армии                        | 69-я истребительная авиационная бригада            | И-153 |
| 09.07.1940 г. | Киевский особый военный округ                   | ВВС округа          |                                       | 56-я истребительная авиационная бригада            | И-153 |
| 20.08.1940 г. | Киевский особый военный округ                   | ВВС округа          |                                       | 17-я смешанная авиационная дивизия                 | И-153 |
| 22.06.1941 г. | Юго-Западный фронт                              | ВВС фронта          |                                       | 17-я смешанная авиационная дивизия                 | |
| 30.07.1941 г. | Юго-Западный фронт                              | ВВС фронта          |                                       | 17-я смешанная авиационная дивизия                 | Передал 16 самолётов И-153 и 20 лётчиков в 20-й иап и убыл в тыл на доукомплектование                              |
| 11.08.1941 г. | Северо-Кавказский военный округ                 | ВВС округа          |                                       | 11-й запасной истребительный авиационный полк      | г. Тихорецк, переучился на истребители ЛаГГ-3                                                                      |
| 12.10.1941 г. | Юго-Западный фронт                              | ВВС фронта          |                                       | 64-я истребительная авиационная дивизия            | ЛаГГ-3 |
| 01.11.1941 г. | Юго-Западный фронт                              | ВВС фронта          | 4-я резервная авиационная группа      |                                                    | ЛаГГ-3 |
| 01.12.1941 г. | Юго-Западный фронт                              | ВВС фронта          |                                       | 16-я смешанная авиационная дивизия                 | ЛаГГ-3 |
| 10.02.1942 г. | Юго-Западный фронт                              | 21-я армия          | ВВС 21-й армии                        |                                                    | ЛаГГ-3 |
| 01.04.1942 г. | Юго-Западный фронт                              | 21-я армия          | ВВС 21-й армии                        |                                                    | убыл на доукомплектование, 3 ЛаГГ-3 и 3 лётчика передал в другие части                                             |
| 01.04.1942 г. | Приволжский военный округ                       | ВВС округа          |                                       | 8-й запасной истребительный авиационный полк       | Багай-Барановка Саратовской области, переучился на истребители Як-1                                                |
| 21.06.1942 г. | Западный фронт                                  | 1-я воздушная армия |                                       | 234-я истребительная авиационная дивизия           | Як-1 |
| 18.08.1942 г. | Западный фронт                                  | 1-я воздушная армия |                                       | 263-я истребительная авиационная дивизия           | сдал 7 Як-1 в 18-й гв. иап и 1 Як-1 в 814-й иап                                                                    |
| 21.09.1942 г. | Западный фронт                                  | 1-я воздушная армия |                                       | 202-я истребительная авиационная дивизия           | Як-1, принял от 513-го иап 4 лётчика и 11 Як-1. Боевой работы не вёл, занимаясь по плану учебно-боевой подготовки. |
| 13.10.1942 г. | Западный фронт                                  | 1-я воздушная армия |                                       | 214-я штурмовая авиационная дивизия                | Як-1, Боевой работы не вёл                                                                                         |
| 29.10.1942 г. | Западный фронт                                  | 1-я воздушная армия |                                       | 214-я штурмовая авиационная дивизия                | Передал 2 Як-1 в 814-й иап и убыл в тыл на доукомплектование и переучивание                                        |
| 14.11.1942 г. | Сибирский военный округ                         | ВВС округа          |                                       | 20-й запасной истребительный авиационный полк      | ст. Обь, переформирован и освоил истребители Як-9                                                                  |
| 17.03.1943 г. | Резерв ставки ВГК                               |                     | 5-й истребительный авиационный корпус | 256-я истребительная авиационная дивизия           | Як-9 |
| 10.07.1943 г. | Воронежский фронт                               | 2-я воздушная армия | 5-й истребительный авиационный корпус | 256-я истребительная авиационная дивизия           | Як-9 |
| 20.10.1943 г. | 1-й Украинский фронт                            | 2-я воздушная армия | 5-й истребительный авиационный корпус | 256-я истребительная авиационная дивизия           | Як-9 |
| 28.03.1944 г. | Приволжский военный округ                       | ВВС округа          |                                       | 8-й запасной истребительный авиационный полк       | Багай-Барановка Саратовской области, переучился на истребители Як-3                                                |
| 14.07.1944 г. | 1-й Украинский фронт                            | 2-я воздушная армия | 5-й истребительный авиационный корпус | 256-я истребительная авиационная дивизия           | 41 самолёт Як-3 |
| 11.05.1945 г. | 1-й Украинский фронт                            | 2-я воздушная армия | 5-й истребительный авиационный корпус | 256-я истребительная авиационная дивизия           | Як-3 |
| 10.06.1945 г. | Группа советских оккупационных войск в Германии | 2-я воздушная армия | 5-й истребительный авиационный корпус | 256-я истребительная авиационная дивизия           | Як-3 |
| 25.11.1945 г. | Группа советских оккупационных войск в Германии | 2-я воздушная армия | 5-й истребительный авиационный корпус | 256-я истребительная авиационная дивизия           | сдал Як-3 и убыл в Одесский ВО                                                                                     |
| 25.11.1945 г. | Одесский военный округ                          | 5-я воздушная армия |                                       | 6-я гвардейская истребительная авиационная дивизия | |
| 06.1946 г.    | Одесский военный округ                          | 5-я воздушная армия |                                       | 6-я гвардейская истребительная авиационная дивизия | Bell P-63 Kingcobra                                                                                                |
| 15.03.1947 г. | Одесский военный округ                          | 5-я воздушная армия |                                       | 6-я гвардейская истребительная авиационная дивизия | расформирован |

## Первая победа полка в воздушном бою
Первая известная воздушная победа полка в Великой Отечественной войне одержана 26 июня 1941 года: лейтенант Соловьёв П. П. в воздушном бою в районе западнее д. Шепетовка сбил немецкий истребитель Ме-109.

## Войсковые испытания самолёта Як-3
Полк получил новые самолёты Як-3 в июле 1944 года. Это было первое поступление нового истребителя в войска. Войсковые испытания проводились с 20 июня по 2 августа 1944 года. Полк, имея в своём составе 41 Як-3, выполнял задание по завоеванию господства в воздухе в Львовской наступательной операции. В составе полка было опытных лётчиков — 60, а 40 % участвовало в боях впервые. За первые три недели произошло семь встреч с противником. В общей сложности было сбито 23 самолёта: 3 Ju-87, 14 Bf-109G, 6 FW-190А. Боевые потери полка составили два истребителя, три были подбиты огнём зенитной артиллерии, но были посажены на своей территории.
Самым успешным для полка оказался групповой воздушный бой 16 июля 1944 года, где 18 Як-3 выступали против группы из 24 самолётов Bf-109G и FW-190А. Потери противника составили 15 самолётов, из полка был сбит 1 Як-3. Полк нанёс существенный ущерб противнику, активность которого резко снизилась. За последние две недели войсковых испытаний лётчики полка уже не встречали самолёты противника.

## Участие в операциях и битвах

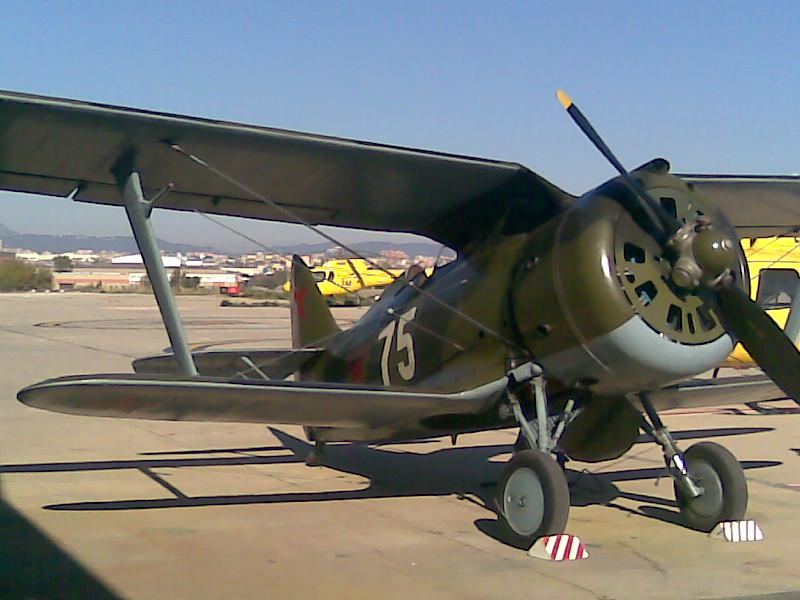
И-153

Присоединение Бессарабии и Северной Буковины к СССР
Великая Отечественная война (1941—1945):
- Приграничные сражения — с 22 июня 1941 года по 29 июня 1941 года
- Киевская операция — с 7 июля 1941 года по 11 сентября 1941 года
- Харьковская операция — с 12 мая 1942 года по 29 мая 1942 года
- Погорело-Городищенская операция — с 30 июля 1942 года по 23 августа 1942 года.
- Ржевско-Вяземская операция[6] — с 2 марта 1943 года по март 1943 года.
- Курская битва — с 9 июля 1943 года по 12 июля 1943 года.
- Смоленская операция[6] — с 7 августа 1943 года по 2 октября 1943 года
- Белгородско-Харьковская операция — с 3 августа 1943 года по 23 августа 1943 года.
- Черниговско-Припятская операция — с 26 августа 1943 года по 30 сентября 1943 года.
- Киевская наступательная операция[6] — с 3 ноября 1943 года по 22 декабря 1943 года.
- Киевская оборонительная операция[6] — с 13 ноября 1943 года по 23 декабря 1943 года
- Житомирско-Бердичевская операция[6] — с 24 декабря 1943 года по 14 января 1944 года
- Корсунь-Шевченковская операция[6] — с 24 января 1944 года по 17 февраля 1944 года.
- Ровно-Луцкая операция[6] — с 27 января 1944 года по 11 февраля 1945 года.
- Проскуровско-Черновицкая наступательная операция[6] — с 4 марта 1944 года по 17 апреля 1944 года.
- Львовско-Сандомирская операция[6] — с 13 июля 1944 года по 29 августа 1944 года.
- Восточно-Карпатская операция[6] — с 8 сентября 1944 года по 28 октября 1944 года.
- Карпатско-Дуклинская операция[6] — с 8 сентября 1944 года по 28 октября 1944 года.
- Сандомирско-Силезская операция[6] — с 12 января 1945 года по 23 февраля 1945 года.
- Нижне-Силезская наступательная операция[6] — с 8 февраля 1945 года по 24 февраля 1945 года
- Верхне-Силезская наступательная операция[6] — с 15 марта 1945 года по 31 марта 1945 года
- Берлинская наступательная операция[6] — с 16 апреля 1945 года по 8 мая 1945 года.
- Пражская операция — с 6 мая 1945 года по 11 мая 1945 года.

## Награды

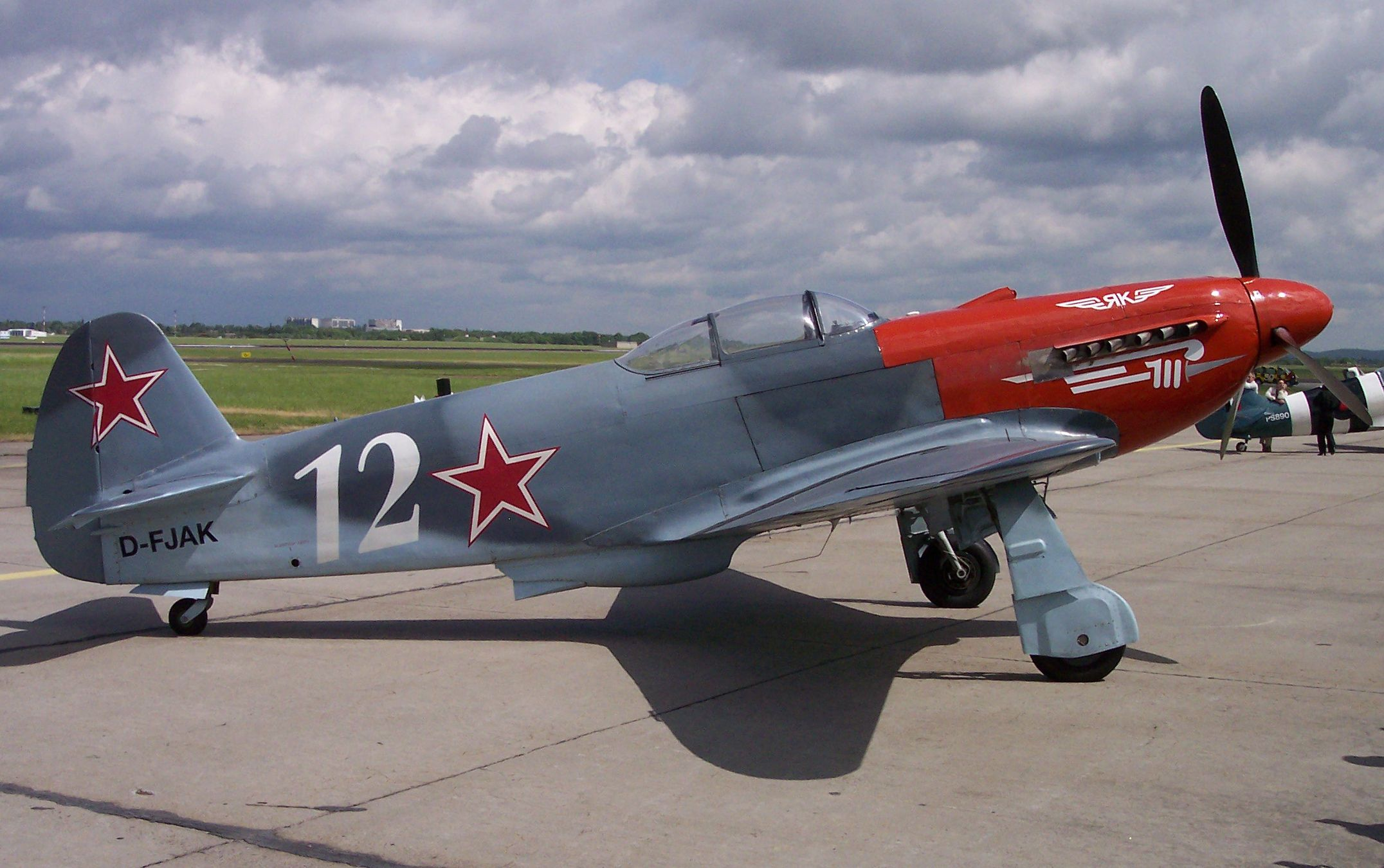
Истребитель Як-3

91-й истребительный авиационный полк 10 августа 1944 года за образцовое выполнение заданий командования в боях с немецкими захватчиками, за овладение городами Перемышль и Ярослав и проявленные при этом доблесть и мужество Указом Президиума Верховного Совета СССР от 10 августа 1944 года награждён орденом «Богдана Хмельницкого II степени».

## Почётные наименования
- 91-му ордена Богдана Хмельницкого II степени истребительному авиационному полку 7 сентября 1944 года за отличие в боях за овладение городом Дембица присвоено почётное наименование «Дембицкий»[7]

## Отличившиеся воины полка
- Миоков Николай Дмитриевич, майор, командир эскадрильи 91-го истребительного полка 256-й истребительной авиационной дивизии 5-го истребительного авиационного корпуса 2-й воздушной армии 27 июня 1945 года Указом Верховного Совета СССР удостоен звания Герой Советского Союза. Золотая Звезда № 7488
- Романенко Александр Сергеевич, майор, штурман 91-го истребительного авиационного полка 256-й истребительной авиационной дивизии 5-го истребительного авиационного корпуса 2-й воздушной армии 28 сентября 1943 года Указом Верховного Совета СССР удостоен звания Герой Советского Союза. Золотая Звезда не вручена в связи с гибелью
- Павлов Григорий Родионович, лётчик 91-го истребительного авиационного полка в 1941 году, удостоен звания Герой Советского Союза в составе 42-го гвардейского истребительного авиаполка 9-й гвардейской истребительной авиадивизии 4-й воздушной армии Северо-Кавказского фронта.
- Худяков Николай Васильевич, лётчик 91-го истребительного авиационного полка в 1941 году, удостоен звания Герой Советского Союза в составе 32-го истребительного авиационного полка 256-й истребительной авиационной дивизии 5-го истребительного авиационного корпуса 2-й Воздушной армии.
- Курочкин Владимир Михайлович, командир эскадрильи 91-го истребительного авиационного полка, погиб в 1941 году, удостоен звания Герой Советского Союза 21 марта 1940 года.
- Ковтюлев Дмитрий Филиппович, лётчик 91-го истребительного авиационного полка в 1941 году, удостоен звания Герой Советского Союза в составе 518-го истребительного авиаполка 140-й истребительной авиадивизии Калининского фронта.
- Савельев, Василий Антонович, лётчик 91-го истребительного авиационного полка в 1941—1942 годах, удостоен звания Герой Советского Союза в составе 32-го гвардейского истребительного авиаполка 210-й истребительной авиадивизии 1-го истребительного авиакорпуса 3-го воздушной армии Калининского фронта.

## Благодарности Верховного Главнокомандования

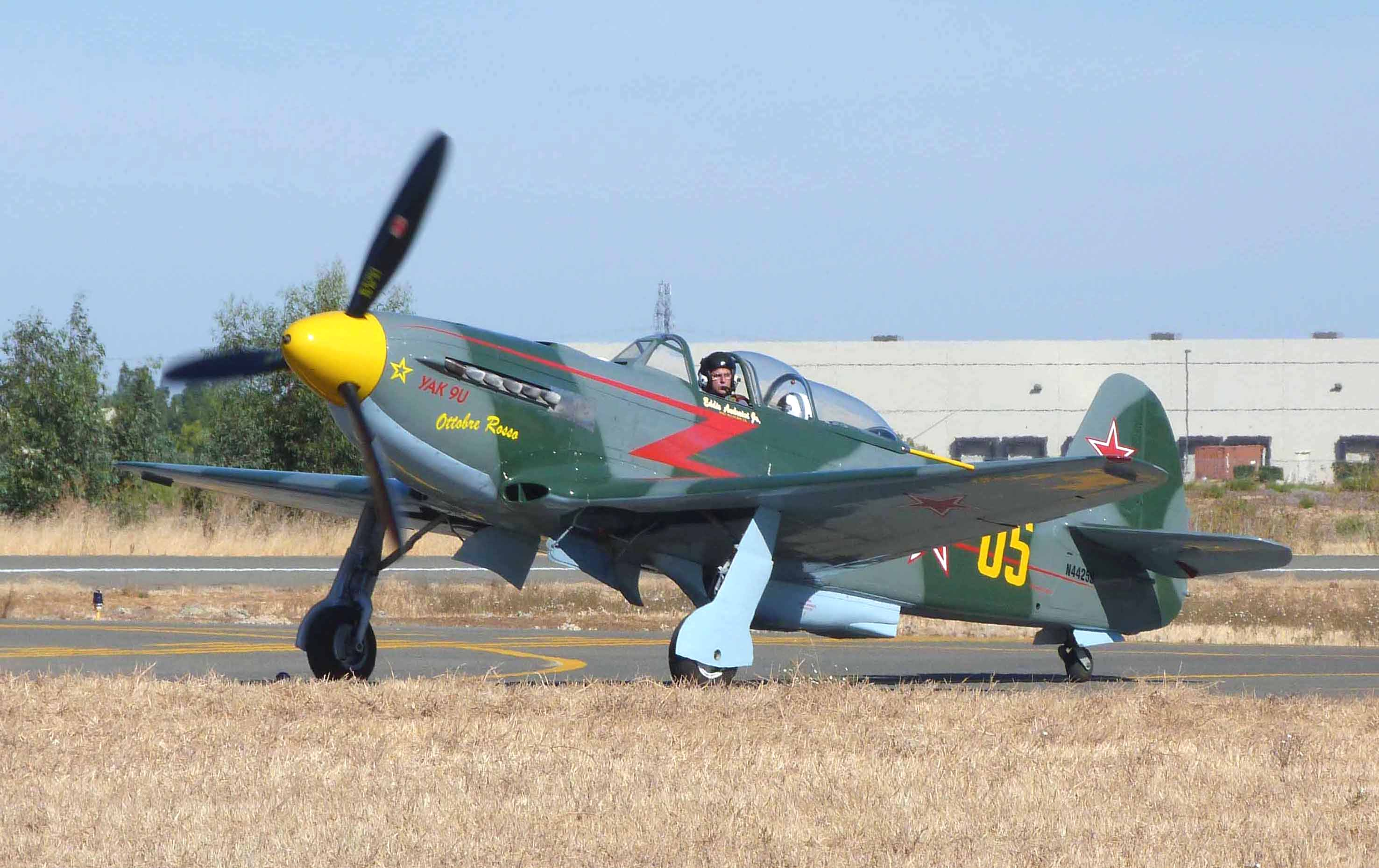
Як-9У

За проявленные образцы мужества и героизма Верховным Главнокомандующим личному полку в составе дивизии объявлялись благодарности:
- За взятие города Киев[8].
- За овладение городами Перемышль и Ярослав[9].
- За очищение от противника Домбровского угольного района и южной части промышленного района немецкой Верхней Силезии[10].
- За разгром войск противника юго-западнее Оппельна[11].
- За овладение городом и крепостью Бреславль[12].

За проявленные образцы мужества и героизма Верховным Главнокомандующим дивизии в составе корпуса объявлялись благодарности:
- За овладение городом Кременец — мощной естественной крепостью на хребте Кременецких гор, усиленной немцами развитой сетью искусственных оборонительных сооружений[13]
- За овладение городом и оперативно важным железнодорожным узлом Чертков, городом Гусятин, городом и железнодорожным узлом Залещики на реке Днестр и освобождении более 400 других населённых пунктов[14]
- За выход на государственную границу с Чехословакией и Румынией на фронте протяжением до 200 километров, овладении городом Серет и занятие свыше 30 других населённых пунктов на территории Румынии[15]
- За овладение областным центром Украины городом Тарнополь — крупным железнодорожным узлом и сильным опорным пунктом обороны немцев на львовском направлении[16]
- За овладение городами Порицк, Горохов, Радзехов, Броды, Золочев, Буек, Каменка, городом и крупным железнодорожным узлом Красное и занятии свыше 600 других населённых пунктов[17]
- За овладение важным хозяйственно-политическим центром и областным городом Украины Львов — крупным железнодорожным узлом и стратегически важным опорным пунктом обороны немцев, прикрывающим пути к южным районам Польши[18]
- За овладение городом Дембица — крупным центром авиационной промышленности и важным узлом коммуникаций на краковском направлении[19]
- За овладение городами Ченстохова, Пшедбуж и Радомско[20]

- За овладение городом Краков[21]

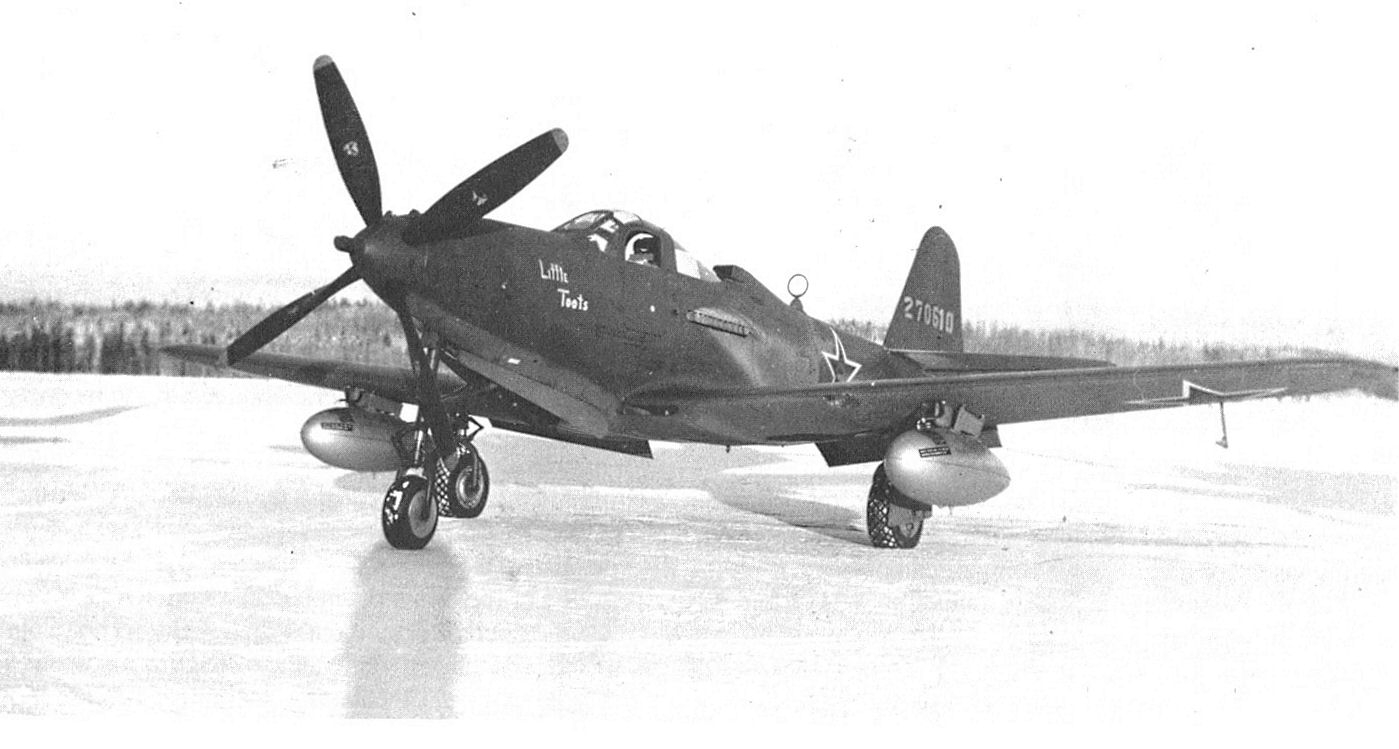
Bell P-63 Кингкобра

- За овладение центром Силезского промышленного района городом Глейвиц и в Польше городом Хжанув[22]
- За овладение городом Гинденбург[23]
- За овладение городами Сосновец, Бендзин, Домброва-Гурне, Челядзь и Мысловице — крупными центрами Домбровского угольного района[24]
- За овладение в Домбровском угольном районе городами Катовице, Семяновиц, Крулевска Гута (Кенигсхютте), Миколув (Николаи) и в Силезии городом Беутен[25]
- За овладение городами Олау, Бриг, Томаскирх, Гротткау, Левен и Шургаст — важными узлами коммуникаций и сильными опорными пунктами обороны немцев на западном берегу Одера[26]
- За разгром окружённой группировки противника юго-западнее Оппельна и овладении в Силезии городами Нойштадт, Козель, Штейнау, Зюльц, Краппитц, Обер-Глогау, Фалькенберг[27]
- За овладение в Силезии, западнее Одера, городами Нейссе и Леобшютц[28]
- За овладение городами Ратибор и Бискау[29]
- За овладение городами Котбус, Люббен, Цоссен, Беелитц, Лукенвальде, Тройенбритцен, Цана, Мариенфельде, Треббин, Рангсдорф, Дидерсдорф, Тельтов и вход с юга в столицу Германии Берлин[30]
- За овладение городам Виттенберг — важным опорным пунктом обороны немцев на реке Эльба[31]

## Асы полка
Лётчики полка, сбившие 5 и более самолётов противника за годы Великой Отечественной войны:
| Ф. И. О.                       | Количество сбитых лично | Количество сбитых в группе | Количество боевых вылетов | Количество проведённых воздушных боёв |
| ------------------------------ | ----------------------- | -------------------------- | ------------------------- | ------------------------------------- |
| Анацкий Андрей Иванович        | 9                       | 0                          | -                         | -                                     |
| Баранов Георгий Захарович      | 5                       | 0                          | 112                       | -                                     |
| Ватагин Николай Михайлович     | 6                       | 0                          | 191                       | -                                     |
| Власенко Георгий Григорьевич   | 10                      | 0                          | 130                       | 20                                    |
| Галкин Пётр Яковлевич          | 6                       | 0                          | -                         | -                                     |
| Горизонт Анантолий Ильич       | 7                       | 1                          | -                         | -                                     |
| Ковалёв Алексей Родионович     | 6                       | 0                          | 89                        | -                                     |
| Ковтюлев Дмитрий Филиппович    | 5                       | 7                          | 141                       | 44                                    |
| Козин Григорий Семёнович       | 9                       | 0                          | 191                       | 31                                    |
| Копайгора Степан Дмитриевич    | 7                       | 0                          | более 50                  | -                                     |
| Кудрявцев Иван Иванович        | 8                       | 0                          | -                         | -                                     |
| Мартынов Пётр Константинович   | 6                       | 1                          | -                         | -                                     |
| Миоков Николай Дмитриевич      | 22                      | 0                          | 226                       | 54                                    |
| Моргунов Иван Иванович         | 8                       | 0                          | -                         | -                                     |
| Павлов Григорий Родионович     | 17                      | 2                          | более 500                 | более 100                             |
| Павлов Константин Георгиевич   | 6                       | 6                          | -                         | -                                     |
| Пахомов Николай Герасимович    | 11                      | 0                          | -                         | -                                     |
| Пятак Алексей Пантелеевич      | 7                       | 0                          | 158                       | -                                     |
| Романенко Александр Сергеевич  | 17                      | 9                          | более 250                 | более 100                             |
| Савельев Василий Антонович     | 12                      | 1                          | 333                       | 157                                   |
| Сирадзе Александр Михайлович   | 15                      | 0                          | 147                       | -                                     |
| Сурков Александр Андреевич     | 5                       | 5                          | 120                       | 21                                    |
| Худяков Николай Васильевич     | 18                      | 8                          | 350                       | 70                                    |
| Цветков Григорий Александрович | 9                       | 3                          | 323                       | -                                     |
| Цыганов Иван Максимович        | 15                      | 0                          | 286                       | 51                                    |
| Чижиков Михаил Иванович        | 5                       | 0                          | 163                       | -                                     |
| Шалаев Иван Петрович           | 6                       | 0                          | 128                       | 11                                    |

## Статистика боевых действий
Всего за годы Великой Отечественной войны полком:
| Выполнено боевых вылетов | Сбито самолётов в воздухе | Уничтожено самолётов всего |
| ------------------------ | ------------------------- | -------------------------- |
| 7674                     | 281                       | 300                        |

Свои потери:
| Потеряно самолётов, всего | Погибло лётчиков всего | Из них погибло в воздушных боях | Из них сбито огнём ЗА | Из них не вернулось с боевого задания | Из них умерло от ранений | Из них погибло в авиакатастрофах | Из них погибло при налётах | Из них прочие небоевые |
| ------------------------- | ---------------------- | ------------------------------- | --------------------- | ------------------------------------- | ------------------------ | -------------------------------- | -------------------------- | ---------------------- |
| 114                       | 58                     | 18                              | 3                     | 25                                    | 1                        | 4                                | 1                          | 11                     |

## Самолёты на вооружении
| Период      | Самолёты            |
| ----------- | ------------------- |
| 1940 — 1941 | И-153               |
| 1942 — 1944 | Як-7, Як-9, Як-1,   |
| 1944 — 1946 | Як-3                |
| 1946 — 1947 | Bell P-63 Kingcobra |

## Базирование
| Период                | Аэродромы                 |
| --------------------- | ------------------------- |
| 04.1945 — 25.11.1945  | Райсдорф, Австрия         |
| 25.11.45 — 15.03.1947 | Тирасполь, Молдавская ССР |